# 城隍庙引亭
城隍庙引亭，位于中国广东省云浮市云浮市城区城基路，为云浮市的一个市、县级文物保护单位，类型为古建筑，公布时间为1988年1月22日。
城隍庙引亭的历史年代为明代。